# سفارة فرنسا في بلجيكا
سفارة فرنسا في بلجيكا هي أرفع تمثيل دبلوماسي لدولة فرنسا لدى بلجيكا. تقع السفارة في بروكسل وهي تهدف لتعزيز المصالح الفرنسية في بلجيكا.

## وصلات خارجية
- قائمة سفارات فرنسا
- قائمة السفارات في بلجيكا